# Amy Richards
Amy Richards (Alexandria, Virginia; 1971) es una escritora y activista feminista estadounidense. Ha realizado apariciones en destacados programas como The O'Reilly Factor, The Oprah Winfrey Show, Talk of the Nation, New York One y en varias producciones de la cadena CNN.

## Carrera
Luego de graduarse en historia del arte del Barnard College en 1992, Amy se embarcó en una carrera como activista, feminista y escritora. Lo que inició como un proyecto de verano, el Freedom Summer ’92, una campaña de registro de votantes a través de Estados Unidos, ocasionalmente llevó a Amy a fundar la Third Wave Foundation, una organización nacional para jóvenes activistas feministas entre las edades de 15 y 30 años. Por los últimos 15 años Richards ha asumido el papel de portavoz de la organización, dando conferencias en centenares de lugares, escribiendo libros y artículos sobre feminismo, y haciendo numerosas apariciones en los medios de comunicación en un intento de confirmar que los más jóvenes están haciendo contribuciones audaces y transformadoras a sus comunidades.
Amy es más popularmente conocida como la autora del Manifesto: "Young Women, Feminism, and the Future" (coautora junto a Jennifer Baumgardner y publicada por Farrar, Straus y Giroux en 2000 con una edición de aniversario actualizada publicada en 2010) y como la voz detrás de "Ask Amy", la columna de consejos en línea que ha publicado en feminist.com desde 1995.

## Libros
- Baumgardner, Jennifer; Amy Richards (2000). ManifestA: Young Women, Feminism, and the Future. Nueva York: Farrar, Straus and Giroux.
- Baumgardner, Jennifer; Amy Richards (2005). Grassroots: A Field Guide for Feminist Activism. Nueva York: Farrar, Straus and Giroux.
- Richards, Amy (2008). Opting In: Having a Child Without Losing Yourself. Nueva York: Farrar, Straus and Giroux.